# Villereau, Nord
 Villereau là một xã của tỉnh Nord, thuộc vùng Hauts-de-France, miền bắc nước Pháp.